# The Twilight Zone : La Quatrième Dimension
Pour les articles homonymes, voir The Twilight Zone.
Pour la série originale, voir La Quatrième Dimension (série télévisée).
La Treizième Dimension (2002)
The Twilight Zone : La Quatrième Dimension ([ˈtwīˌlīt zōn] litt. « La zone crépusculaire ») est une série télévisée américaine de science-fiction en vingt épisodes d'environ 40 minutes basée sur la série La Quatrième Dimension (The Twilight Zone) créée par Rod Serling en 1959, et diffusée sur le service CBS All Access. Il s'agit de la troisième relance de la série, après La Cinquième Dimension et La Treizième Dimension.
En France, la série est diffusée depuis le 10 octobre 2019 en simultané sur Canal+ (en couleurs) et sur Canal+ Séries (en noir et blanc). À cette même date, la première saison est disponible en intégralité sur MyCanal à la demande dans ses deux versions (couleurs et noir et blanc). Au Québec, elle a été mise en ligne le 31 octobre 2019 sur ICI TOU.TV, et en Belgique, elle est disponible depuis le 8 octobre 2020 sur RTLplay.

## Histoire de la série
Dans cette incarnation de The Twilight Zone qui est hébergée par Jordan Peele, chaque épisode détaille des sujets différents tels que des incidents bizarres, des événements surnaturels, le racisme, les problèmes sociaux, les fausses nouvelles, les invasions extraterrestres et l'immigration avec une tournure inhabituelle et inattendue dans chacun.
Les épisodes notables incluent Sanaa Lathan en tant que femme qui découvre que son caméscope peut remonter le temps, Chris O'Dowd en tant qu'anthropologue qui étudie une arme étrange, Morena Baccarin en tant que gérante d'hôtel qui trouve tout le monde autour d'elle immobile, et Damon Wayans Jr. en tant que bricoleur d'église qui trouve qu'il peut changer de ville en utilisant un modèle plus petit.
John Larroquette, Donna Dixon, Eric Keenleyside, Kristin Lehman, Ryan Robbins, Peter Kelamis, Ethan Embry, Gil Bellows et George Takei ont également travaillé dans des projets précédents de Twilight Zone.
Alors que Nightmare at 30,000 Feet suit un chemin différent de celui de Nightmare at 20,000 Feet (diffusé en 1963), l'épisode You Might Also Like est lié à l'épisode classique To Serve Man (diffusé en 1962).
L'épisode Blurryman est le premier épisode métafictionnel de la franchise dans lequel Mark Silverman reprend son imitation de Rod Serling de l'attraction Tour de la terreur de la zone crépusculaire.

## Distribution
Jordan Peele reprend le rôle du narrateur, tenu auparavant par Rod Serling (La Quatrième Dimension), Burgess Meredith (La Quatrième Dimension : le film) et Forest Whitaker (La Treizième Dimension). Il apparaît à chaque début et à chaque conclusion d'épisodes.

### Première saison
- Kumail Nanjiani (VF : Antoine Schoumsky) : Samir Wassan
- Amara Karan (VF : Marie Tirmont) : Rena Wassan
- Diarra Kilpatrick (VF : Annie Milon) : DiDi Scott
- Ryan Robbins (VF : Pierre Tessier) : David Kendell
- Tracy Morgan (VF : Thierry Desroses) : J.C. Wheeler

Épisode 2 : Cauchemar à 30 000 pieds
- Adam Scott (VF : Alexandre Gillet) : Justin Sanderson
- Chris Diamantopoulos (VF : Guillaume Lebon) : Joe Beaumont
- Dan Carlin (VF : Guy Chapellier) : Rodman Edwards (voix)
- Katie Findlay (VF : Jessica Monceau) : Tammy Crosby
- Nicholas Lea : Commandant Donner
- China Shavers : Alysha Quinn

Épisode 3 : Replay
- Sanaa Lathan (VF : Géraldine Asselin) : Nina Harrison
- Damson Idris (VF : Namakan Koné) : Dorian Harrison
- Steve Harris (VF : Jean-Paul Pitolin) : Neil Harrison
- Glenn Fleshler (en) (VF : Bruno Magne) : Officier Christopher Lasky

Épisode 4 : Un voyageur
- Steven Yeun (VF : Benoît DuPac) : Un Voyageur
- Marika Sila (VF : Anne Tilloy) : Sergent Yuka Mongoyak
- Patrick Gallagher (VF : Stéphane Bazin) : Jack Mongoyak
- Eric Keenleyside : Maire Matheson
- Andrew Kavadas : Buzz Colchack
- Gail Maurice : Rita Colchack
- Greg Kinnear (VF : Bruno Choël) : Capitaine Lane Pendleton

Épisode 5 : Le Prodige
- John Cho (VF : Stéphane Pouplard) : Raff Hanks
- Jacob Tremblay (VF : Gwenaëlle Jegou) : Oliver Foley
- Kimberley Sustad (VF : Karine Texier) : Helen Foley
- Lane Edwards (VF : Tanguy Goasdoué) : Joseph Foley
- Aaron Douglas : Mitch
- Allison Tolman (VF : Jessie Lambotte) : Maura McGowan
- John Larroquette : Président James Stevens

- DeWanda Wise (VF : Olivia Nicosia) : Alexa Brandt
- Lucinda Dryzek (VF : Barbara Beretta) : Katherine Langford
- Jefferson White (VF : Arnaud Laurent) : Jerry Pierson
- Jessica Williams (VF : Barbara Kelsch) : Rei Tanaka
- Jonathan Whitesell (VF : Alexandre Nguyen) : Casey Donlin

Épisode 7 : Pas tous les hommes
- Taissa Farmiga (VF : Alice Taurand) : Annie
- Rhea Seehorn (VF : Anne Dolan) : Martha
- Percy Hynes White : Cole
- Luke Kirby (VF : Anatole de Bodinat) : Dylan
- Peter Kelamis : Phil Smith
- Ike Barinholtz : Mike

Épisode 8 : Origine
- Ginnifer Goodwin (VF : Céline Mauge) : Eve Martin
- James Frain (VF : Yann Guillemot) : M. Allendale
- Toby Levins (VF : Olivier Chauvel) : William Martin
- Zabryna Guevara (VF : Daria Levannier) : Anna Fuentes
- Karin Konoval (VF : Pauline Larrieu) : Aidia
- Michael Eklund (VF : Mathieu Buscatto) : Otto
- Robert Mann (VF : Éric Marchal) : Mosher
- Ella Wejr : Isabelle Martin
- Ellexis Wejr (VF : Charlotte Hennequin) : Jacqueline Martin

Épisode 9 : Le Scorpion bleu
- Chris O'Dowd (VF : Éric Aubrahn) : Jeff Stork
- Amy Landecker (VF : Isabelle Leprince) : Anne Storck
- Alex Diakun : Eulogio Cienfuegos
- James Morrison (VF : Hervé Jolly) : Bob Jeff (voix)
- Adam Korson (VF : Thierry Kazazian) : Jeff Dolin
- Luisa D'Oliveira (VF : Anouck Hautbois) : Grace Niu

Épisode 10 : L'Homme flouté
- Zazie Beetz (VF : Virginie Caliari) : Sophie Gelson
- Betty Gabriel (VF : Ludivine Maffren) : rôle / elle-même
- Zibby Allen : Julie
- Caitlin Stryker (VF : Elsa Davoine) : Anna
- Malia Baker : Anna jeune
- Seth Rogen (VF : Xavier Fagnon) : Adam Wegman / lui-même
- Jason Priestley (VF : Luq Hamet) : lui-même

### Deuxième saison
Épisode 1 : Rendez-vous à mi-chemin
- Jimmi Simpson : Phil Hayes
- Kristin Lehman (VF : Dominique Vallée) : Thérapiste
- Mike Dopud : Le mari d'Annie
- Gillian Jacobs : Annie Mitchell
- Emily Chang : Barista Lily
- Sara Amini : Julia
- Lossen Chambers : Mme King
- Emerson Skye Coutts (VF : Charlotte Hennequin) : Chloé (6 Ans)

Épisode 2 : L'Interruption
- Morena Baccarin (VF : Laurence Bréheret) : Michelle Weaver
- Colman Domingo (VF : Jean-Paul Pitolin) : Carl Weaver
- Serinda Swan : Ellen Lowell
- Tony Hale : Tom
- Hamza Fouad : Geoffrey
- Jaycie Dotin : Kelly Fox
- Natalie Goyarzu : Diane Desmond
- James Kot (VF : Xavier Couleau) : Clyde Desmond

Épisode 3 : Qui je suis ?
- Ethan Embry : Harry Pine
- Daniel Sunjata : Le détective Peter Reece
- Mel Rodriguez (VF : Guillaume Bourboulon) : L'officier Luntz
- Billy Porter (VF : Mike Fédée) : Keith
- Jay Hindle : John
- Carmel Amit (VF : Caroline Klaus) : Morena Brue
- Veena Sood : Jill

Épisode 4 : Ovation
- Jurnee Smollett : Jasmine Delancey
- Tawny Newsome (VF : Audrey Sourdive) : Zara Delancey
- Sky Ferreira (VF : Emmanuelle Bodin) : Fiji
- Dan Martin : M. Delancey (voix)
- Paul F. Tompkins (VF : Jerome Wiggins) : Jimmy O'Malley
- Thomas Lennon (VF : Laurent Morteau) : J. J. Malloy

- Abbie Hern (VF : Leslie Lipkins) : Madison
- Sophia Macy : Irène
- Amanda Burke : Stern Teacher
- Halle Galloway : Debbie
- Anisa Harris : Gwen
- Marci T. House : Mlle Watson

Épisode 6 : 8
- Joel McHale : Orson Rudd
- Nadia Hilker (VF : Marie Chevalot) : Channing Carp
- Michelle Ang : Ling
- Tim Armstrong : Larry
- Brandon Jay McLaren (VF : Eilias Changuel) : Frisch

Épisode 7 : Un visage humain
- Christopher Meloni (VF : Mathieu Buscatto) : Robert
- Jenna Elfman : Barbara
- Tavi Gevinson : Maggie

Épisode 8 : Miniville
- Damon Wayans Jr. : Jason Grant
- David Krumholtz (VF : Xavier Béja) : Le maire John Conley
- Natalie Martinez (VF : Ingrid Donnadieu) : Ana
- Paula Newsome : Le pasteur Nichelle Del Rio
- Keegan Connor Tracy (VF : Emmanuelle Bodin) : Gloria
- Andrew Alvarez : Emilio

Épisode 9 : En boucle
- Topher Grace : Marc Wheeler
- Kylie Bunbury (VF : Aurélie Konaté) : Claudia King
- Logan McInnes : Un enfant
- Kelly Ann Woods : La mère de l'enfant
- Jina Anika : Le garde de sécurité
- Mark Chavez : Ned

Épisode 10 : Autre suggestion
- Gretchen Mol (VF : Barbara Beretta) : Mme Janet Warren
- Greta Lee (VF : Nadine Girard) : Mme Ellen Jones
- Gil Bellows : Dick Warren
- Colleen Camp : Chantal Stargazer
- Donna Dixon : Meghan #2 (voix)
- George Takei : Kanamit #1
- Eric Halliburton : Billy

 Source et légende : version française (VF) sur RS Doublage

## Développement
Le 19 décembre 2012, Bryan Singer est annoncé comme prêt à développer, produire et éventuellement réaliser une troisième relance de The Twilight Zone pour CBS Television Studios. Il restait cependant à engager un scénariste, trouver des réseaux de diffusion intéressés pour les droits de diffusion et obtenir l'accord de la famille Serling,. Le 7 mars 2013, un scénariste est annoncé en négociations pour rejoindre la série. En 2016, Simon Kinberg et Craig Sweeny (en) rejoignent la production et CBS s'interrogeait sur la possibilité de vendre le projet à d'autres réseaux ou des services de diffusion en continu, voire de le diffuser sur sa propre plate-forme, CBS All Access. Kinberg finit par quitter le projet pour l'écriture et la réalisation du film X-Men: Dark Phoenix, suivis par Singer et Sweeny.
Le 2 novembre 2017, CBS relance le projet pour leur service de diffusion en continu CBS All Access. Jordan Peele est alors en négociations pour produire la série par sa société Monkeypaw Productions et Marco Ramirez, qui a travaillé sur Daredevil, est envisagé comme auteur-producteur,. Le 6 décembre 2017, CBS annonce la production de la série. Peele et Ramirez sont confirmés comme producteurs exécutifs avec Simon Kinberg, Win Rosenfeld, Audrey Chon, Carol Serling et Rick Berg. Peele, Ramirez et Kinberg collaboreront sur le premier épisode de la saison. Les sociétés de production impliquées dans la série se réduisent à CBS Television Studios, Monkeypaw Productions et Genre Films.
Le 6 août 2018, CBS annonce que la saison comptera dix épisodes, tous à des différents stades d'écriture. Si la série n'a pas d'auteur-producteur attitré, le réalisateur Greg Yaitanes est chargé d'assurer la continuité entre les épisodes. Le 20 septembre 2018, Jordan Peele reprend le rôle du narrateur et hôte de la série.
Le 2 octobre 2018, il a été annoncé via une vidéo promotionnelle pour la série que Gerard McMurray dirigeait un épisode avec Mathias Herndl en tant que directeur de la photographie. Le 15 novembre 2018, il a été rapporté qu'Alex Rubens écrirait un épisode de la série.
Le 29 avril 2019, la série a été renouvelée pour une deuxième saison. En janvier 2020, CBS All Access a révélé des informations d'épisode sur six des dix épisodes de la deuxième saison. En mai 2020, des informations sur les quatre derniers épisodes de la saison 2 ont été révélées.
Le 24 février 2021, la série est annulée,Il n’y aura pas de troisième saison.

## Tournage
Le tournage de la première saison a commencé le 1er octobre 2018 à Vancouver, en Colombie-Britannique et s'est terminée le 20 mars 2019.
Les producteurs ont choisi de faire la série en couleur plutôt qu'en noir et blanc. Le producteur exécutif Simon Kinberg a déclaré que l'équipe « voulait faire quelque chose pour honorer l'essence, la sensibilité et le style de l'original sans aller trop loin pour que nous fassions une version karaoké de l'original. ». Cependant, la série a également été réalisée pour regarder en noir et blanc. Pour la séquence d'ouverture, le producteur exécutif Simon Kinberg a déclaré que les images ont été choisies pour refléter la série télévisée originale, quelque chose utilisé à la place d'un jeu de couleurs noir et blanc.
Le tournage de la deuxième saison devait commencer du 6 octobre 2019 au 16 mars 2020 à Vancouver.

## Épisodes

### Première saison (2019)
1. L'Humoriste (The Comedian)
2. Cauchemar à 30 000 pieds (Nightmare at 30,000 Feet)
3. Replay (Replay)
4. Un voyageur (A Traveler)
5. Le Prodige (The Wunderkind)
6. Six degrés de liberté (Six Degrees of Freedom)
7. Pas tous les hommes (Not All Men)
8. Origine (Point of Origin)
9. Le Scorpion bleu (The Blue Scorpion)
10. L'Homme flouté (Blurryman)

### Deuxième saison (2020)
1. Rendez-vous à mi-chemin (Meet in the Middle)
2. L'interruption (Downtime)
3. Qui je suis ? (The Who of You)
4. Ovation (Ovation)
5. Parmi les incultes (Among the Untrodden)
6. 8 (8)
7. Un visage humain (A Human Face)
8. Miniville (A Small Town)
9. En boucle (Try, Try)
10. Autre suggestion (You Might Also Like)[26]

## Clins d'oeil
Dans le deuxième épisode apparaît une compagnie aérienne fictive, la Northern Goldstar Airline dont le vol 1015 va connaître des événements inattendus. Dans le sixième épisode, Six degrés de liberté, l'un des passagers du vaisseau joue avec un avion miniature arborant Northern Goldstar sur le fuselage.
De plus, le nom Whipple apparait plusieurs fois dans la série : Whipple Aeronautics (saison 1, épisode 6), le nom de la base arctique (saison 2, épisodes 5), la marque de café américain citée par le personnage principal (saison 2, épisode 6).